# 바닐라

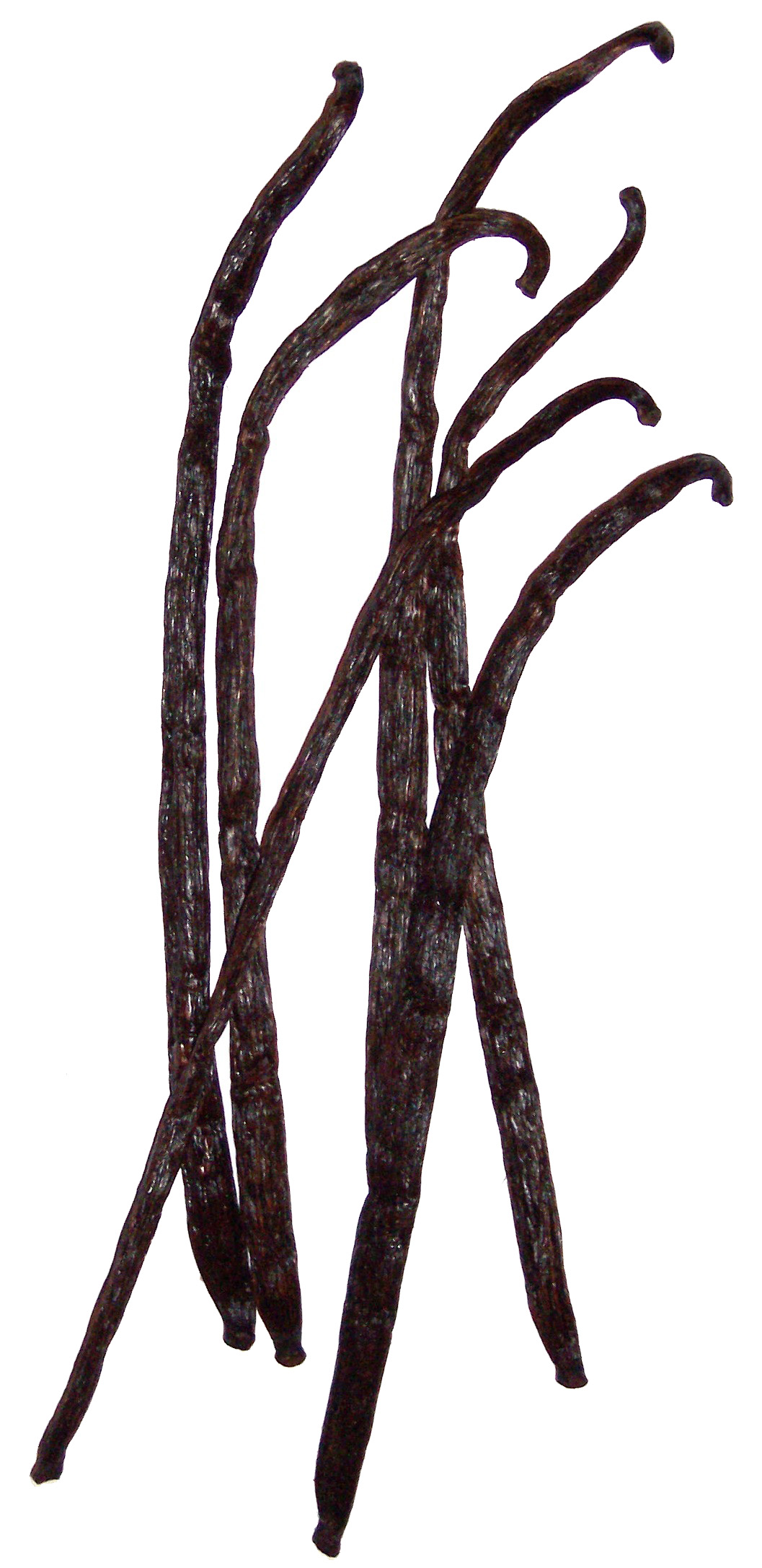
말린 바닐라 열매

바닐라(vanilla)는 향신료 중 하나로, 난초의 일종인 바닐라속에 속해 있으며, 원산지는 멕시코이다. 바닐라라는 이름은 스페인어 "vainilla"에서 나왔으며 작은 꼬투리를 뜻한다. 원래는 콜롬버스 이전 중앙 아메리카에서 재배했으며, 스페인 정복자 에르난 코르테스가 바닐라와 초콜렛을 1520년대에 유럽에 가져왔다고 여겨진다. 멕시코나 중앙 아메리카 밖에서 바닐라를 키우려는 노력은 성공하지 못했다. 바닐라 난초를 낳는 tlilxochitl vine이 멜리포나 꿀벌과 공생 관계(symbiotic relationshop)이기 때문이다. 1837년에 이르러서야 벨기에의 식물학자 샤를 프랑수아 앙뜨완 모렌 (Charles François Antoine Morren)이 이를 발견하여, 인공적으로 재배하기 시작했다. 이 재배 방법은 수익이 별로 나지 않아 확산되지 않았다. 1841년, 프랑스 부르봉 지방의 12살 노예 에드몬드 알비우스가 인공 수분이 가능하다는 것을 발견하여 바닐라 재배는 널리 퍼지게 되었다.
19세기 말부터 대규모 생산도 가능해졌으며 전체 바닐라 생산량의 90%를 스페인에서 생산하기도 했다. 오늘날 바닐라는 대부분 마다가스카의 프랑스령, 타이티섬, 맥시코,인도네시아에서 경작된다.
그러나 생산이 까다로와 매우 비싼 향신료에 속하며 세계적으로 필요한 양의 90%가 인공 바닐라향(Artificially vanilla flavored)으로 조달되고 있다. 따라서 시중에서 흔히 접하는 바닐라맛 아이스크림의 바닐라는 인공바닐라향이라고 보면 된다. 인공바닐라향은 가공식품이다.

## 같이 보기
- 바닐린